# Edith Katherine Cash
Pour les articles homonymes, voir Cash.
Edith Katherine Cash (14 octobre 1890 - 6 avril 1992) est une mycologue et lichénologue américaine.

## Enfance et formation
Edith Cash naît à Binghamton, dans l'État de New York, de John Ferris Cash et d'Adella Knapp Cash. Elle est diplômée de l'université George-Washington en 1912 avec une licence en histoire et en langues et reçoit le prix Thomas F. Walsh pour l'excellence académique. Elle connait bien la littérature européenne et, selon le catalogue de l'université, sa majeure est en français avec une mineure en français et en anglais. Elle étudie en tant qu'assistante une seule nuit par semaine pendant six mois (d'octobre 1921 à mai 1922) pour obtenir sa formation officielle en mycologie, à l'USDA Graduate School. Elle passe toute sa carrière de chercheuse dans cette institution. Cash commence comme traductrice botanique en 1913 et après 11 ans, elle passe de ce poste à celui de pathologiste junior (1924). Elle obtient le poste d'assistante pathologiste en 1929, puis celui de mycologue associée en 1944 et enfin de mycologue en 1956.

## Carrière
Ses collègues mycologues et botanistes se souviennent d'Edith Cash comme d'une érudite et d'un mentor pour les jeunes dans leur carrière. En tant que professionnelle, elle est connue pour son souci du détail et de la précision, ce qui l'a propulsée à des postes de rédactrice en chef de revues scientifiques. Elle est rédactrice de la section mycologie de Biological Abstracts pendant de nombreuses années et la seule personne à avoir siégé pendant trois périodes de cinq ans au comité de rédaction de Mycologia.
Edith Cash publie 14 articles au cours de sa première décennie en tant que pathologiste-mycologue, dont 11 sur les discomycètes, où elle décrit 37 nouvelles espèces. Les discomycètes sont un ancien groupe taxonomique à l'intérieur des ascomycètes. Les champignons qui possèdent des apothécies en forme de coupe étaient connus sous le nom de discomycètes. Elle décrit également de nombreuses espèces de sclerotinia, favorisant l'intérêt pour l'étude de ce genre.
Au cours de sa carrière de chercheuse, elle décrit des espèces de discomycètes de nombreux pays et d'autres types de champignons. Ses publications comprennent la description de discomycetes de Californie (Edith Cash 1958), d'Hawaï (Edith Cash 1938), de discomycetes et d'hysteriales de Floride (Edith Cash 1943), d'Amérique du Sud, d'Inde et de champignons trouvés sur des orchidées vivantes. Des spécimens de champignons sont collectés dans les ports par les inspecteurs de la Plant Quarantine Branch, de l'Agricultural Research Services du département de l'agriculture des États-Unis, certaines espèces de champignons sont signalées pour la première fois sur des orchidées (Edith Cash et Watson 1955). Elle publie également A Mycological English-Latin Glossary en 1965. En plus de ses publications, Edith Cash décrit 134 nouvelles espèces de champignons, toutes rapportées dans des revues scientifiques à comité de lecture, et identifie plus de 11 000 spécimens de champignons, y compris la description en latin de plus de 600 espèces de champignons et de plantes pour ses collègues du monde entier.
Edith Cash prend sa retraite le 31 mai 1958, mais continue à travailler sur ses propres recherches et à préparer des descriptions en latin pour ses collègues du monde entier. En 1975, Edith Cash et sa sœur déménage à Binghamton, dans l'État de New York, où elle commence à enseigner aux membres de la communauté à apprécier et à reconnaître les plantes à fleurs locales. Elle ne s'est jamais mariée et est âgée de 101 ans lorsqu'elle décède le 6 avril 1992. Sa dépouille se trouve au cimetière de Rock Creek, à Washington D.C., près de celle de sa sœur aînée Lillian Claire Edith Cash, qui était microbiologiste.

## Distinctions et récompenses
Edith Cash obtient le prix compétitif du service supérieur du gouvernement américain en 1956 pour l'index mondial des champignons, qui est utilisé comme principale source d'informations de base sur la nomenclature et la taxonomie des champignons. Elle est honorée dans la Gallery of Contemporary Noted Mycologists dans les trois années qui ont suivi sa retraite. Edith Cash est membre de l'American Phytopathological Society, de l'Association américaine pour l'avancement des sciences, inscrite sur la liste des American Men of Science en 1960, et membre fondatrice de la Mycological Society of America. Les taxons fongiques nommés en son honneur comprennent le genre cashiella, le champignon lamprospora cashiae, et le lichen lethariella cashmeriana.

## Œuvres choisies
- (en) Edith Cash E. K., « New records of Hawaiian Discomycetes », Mycologia, vol. 30, no 1,‎ 1938, p. 97–107 (DOI 10.2307/3754484, JSTOR 3754484, lire en ligne)
- (en) Edith Cash E. K., « Some new or rare Florida Discomycetes and Hysteriales », Mycologia, vol. 35, no 6,‎ 1943, p. 595–603 (DOI 10.2307/3754902, JSTOR 3754902, lire en ligne)
- (en) Edith Cash E. K. et Watson A. J., « Some fungi on Orchidaceae », Mycologia, vol. 47, no 5,‎ 1955, p. 729–747 (DOI 10.2307/3755582, JSTOR 3755582, lire en ligne)
- (en) Edith Cash E. K., « Some new Discomycetes from California », Mycologia, vol. 50, no 5,‎ 1958, p. 642–656 (DOI 10.2307/3756172, JSTOR 3756172, lire en ligne)